# Huljen
Huljen är en by belägen i Selångers socken, Sundsvalls kommun.
Byn ligger cirka 13 kilometer västerut från Selångers kyrka, nära sockengränserna mot Stöde och Tuna socknar. 
Byn är belägen på norra sidan av Huljesjön. Ortnamnet Huljen används i dag även i vidare mening för att beskriva hela bygden, omfattande byar som Hjässberget, Mosjön, Hovsbodarna, Backtjärn, Korssvedjan och Orrberget. Söder om byn, i Tuna socken, finns även Lill-Huljesjön med ett tillhörande torp.

## Historia
De första kända bosättningarna här tros ha gjorts omkring 1620, vilket omnämns i de äldsta skriftliga källorna från 1630-talet. Det kan inte uteslutas att människor bott här redan under medeltiden. Kartritaren Oluf Tresk tecknade en karta över byn 1639.
De första noterade bofasta i Huljen var svedjefinnar, som under 1500-talets slut och de första årtiondena på 1600-talet i stor omfattning flyttade från finländska Savolaks till bland annat Medelpads inland.
Det har kanske funnits personer där på stenåldern, hur länge vet man inte. Man tror det eftersom man har hittat en yxa från stenåldern i byn.

## Huljens skola
Från 1902 anordnades skolundervisning av barnen i Huljen. Från början i olika provisoriska lokaler i olika gårdar i bygden. 
I augusti 1909 beslöts att Norrbygden-Huljens skola skall förläggas till Oskar Näslunds byggnad, och att han skall ombesörja driften.
Skolan i Huljen lades ner 1954 och barnen fick gå i Nävsta skola.

## Semesterhemmet
1941 köpte Selångers Folkets Husförening mark av Albert Jonsson för 550 kr och byggde ett semesterhem som hyrdes ut till medlemmar under sommaren. 
Huset bestod av ett gemensamt kök och ett samlingsrum på nedre våningen och flera sovrum på övre våningen. Ofta hyrde flera familjer där samtidigt. 
I samlingsrummet fanns en öppen spis som gestaltade en sittande kvinna och själva brasan anlades under hennes kjol. Spisen revs och en ny spis byggdes i samband med renovering av huset.  
Huset såldes 2008 till en privatperson.

## Personer från Huljenbygden
- Åke Smedberg, författare. Uppväxt i Hjässberget, numera bosatt i Uppsala. Hans novellsamling "Hässja" handlar om hans uppväxt i bygden.